# 神秘の法
『神秘の法』（しんぴのほう、英: The Mystical Laws）は、
- 幸福の科学グループ創始者兼総裁・大川隆法の著作による書籍。
  - 上記書籍をもとにして作成された漫画。月刊誌『ヤング・ブッダ』連載。
  - 上記書籍をベースに、新たなストーリーで製作されたアニメーション映画。2012年10月6日公開。

## 概要
『神秘の法』 (The Mystical Laws) とは、幸福の科学グループ創始者 兼 総裁・大川隆法が著した、幸福の科学の書籍。副題は「次元の壁を超えて」。
法シリーズの第10巻目である。
2005年年間ベストセラー、総合8位（トーハン調べ）（日販調べ）出版科学研究所2007出版指標より。

## 書籍情報

### 外国語翻訳版
- 英語翻訳版
  - The Mystical LAWS

発刊元 IRH Press Co., Ltd.
発刊日 2015年4月24日
ISBN 978-1-941779-48-4
- 中国語翻訳版（繁体字）
  - 『神秘之法』繁体字版、台湾にて刊行

発刊元 佳赫文化行銷有限公司
出版社：華滋出版
出版日期：2011年 1月14日
語言：繁體中文
ISBN 978-986-6271-33-5
裝訂：精裝、ハードカバー
- ポルトガル語版『神秘の法』
  -  As LEIS MísticaS

発刊元 IRH do Brasil Editora Limitada
発刊日 2013年11月15日
ISBN 978-8-56465-809-7
- タイ語版『神秘の法』
  - กฎหมายลึกลับ

発刊元 HAPPY SCIENCE
発刊日 2014年10月24日
ISBN 978-6-16917-898-9
- シンハラ語版『神秘の法』

発刊元 IRH Press Co., Ltd.
発刊日 2018-10-26
ISBN 978-4-86395-895-1

## 漫画
書籍『神秘の法』をもとに、2005年4月に漫画版の『マンガ 神秘の法』が作成され、月刊雑誌『ヤング・ブッダ』に連載された。この製作は、「マンガ『神秘の法』シナリオプロジェクト」チームで行われ、新たなストーリーを構成し、脚本：橋本和典、漫画作画：辻篤子により作成された。

### あらすじ
女子大生の十和野智美は、ある日、大学教授の父親が行方不明となったことを知る。智美は、霊能力を持つ従兄弟の十和野真とともに、父親の後を追ってイギリスへ飛んだ。

### 登場人物
十和野 智美（とわの ともみ）
この物語のヒロイン。22歳の女子大生。謎のメッセージを残して行方不明となった大学教授の父親を探すことで、霊的世界の様々な体験をすることになる。
十和野 孝之（とわの たかゆき）
智美の父。大学の物理化学の教授。イギリスで行方不明になる。
十和野 真（とわの まこと）
智美のいとこ。霊的能力を持っており、十和野孝之の救出のために、智美と行動する。

## アニメ映画
映画『神秘の法 The MYSTICAL LAWS』は、幸福の科学出版製作のアニメーション映画。2012年10月6日公開。幸福の科学出版の8作目の劇場用作品である。書籍『神秘の法』と、大川隆法の様々な講演会法話をベースにして、新たなストーリーで脚本化され、製作された。アニメ映画としては6作目。2012年6月2日に公開された『ファイナル・ジャッジメント』同様に近未来の日本の危機を描いた映画である。作中では、日本が他国の軍隊から侵略され、占領下で言論の自由・信仰の自由を奪われている。
日本での劇場公開のほかアメリカ、イギリス、香港、台湾、韓国で世界同時公開が行われた。
全国208の劇場で公開され、2012年10月6、7日の初日2日間で1億5,925万8,000円、動員12万4,423人になり映画観客動員ランキング（興行通信社調べ）で初登場第4位となった。
2012年11月3日、現地時間2日、第85回アカデミー賞長編アニメ賞の審査対象作品が発表され、21作品の中の一つにエントリーされた（アカデミー長編アニメ映画賞#日本からの出品とその結果 参照）。
2013年1月10日、審査結果が発表されたが、ノミネート5作品から落選となった。
2013年4月12日 - 21日、ワールドフェスト・ヒューストン国際映画祭でスペシャル・ジュリー・アワード(REMI SPECIAL JURY AWARD)を受賞した。

### 物語
202X年、経済的・軍事的に超大国となった東アジア共和国（中国）でクーデターが発生。軍部出身のタターガタ・キラーを皇帝とする「帝国ゴドム」が誕生した。この国は、ある貿易会社の謎の女社長、張麗華（チャン・レイカ）が提供する、地球のものとは思えない秘密技術によって圧倒的な軍事力を手に入れ、周辺国を次々と占領してゆく。日本もあっけなく占領されてしまい、アメリカや国連も何も対抗策がとれないままであった。そうしたなかで唯一、帝国ゴドムに抵抗するのは、国際秘密結社「ヘルメス・ウィングス」であった。そのメンバー獅子丸翔は、「神秘的な能力」を持つ若者であり、帝国ゴドムに対し挑んでいく。しかし力及ばず追い詰められて、絶体絶命の危機に陥ってしまう。そうした獅子丸翔らを救ったのは、インド人の同志たちであった。その彼らは、インドの古代遺跡で発見された「救世主」再臨の予言を翔に伝えて新たな戦略を導き出した。

### 登場人物
獅子丸 翔（ししまる しょう）
声 - 子安武人
主人公。31歳。国際秘密結社「ヘルメス・ウィングス」のメンバーとしてジェネラルから後継者に指名され、帝国ゴドムの行う様々な人民弾圧に対抗してゆく。
張 麗華（チャン・レイカ）／シータ
声 - 藤村歩
ある貿易会社の謎の女社長。帝国ゴドムに対し地球のものとは思えない秘密技術による軍事兵器を開発させる。実は宇宙人で、こと座のベガの惑星から来たシータが東洋人女性に変身し、「張 麗華」と名乗っている。彼女だけはタターガタ・キラーに反することをしても処刑されていない。
なお、中国語読みと日本語読みが混じった設定になっている。中国語読みなら「チャン・リーフア」、日本語読みなら「チョウ・レイカ」である。
また、帝国ゴドムでは簡体字が使用されていることが映像から見て取れる（ゴドム侵略後の渋谷駅前の場面、最終兵器時限装置の場面）。よって、ゴドム内では「张丽华」の表記と推定される。
タターガタ・キラー
声 - 平川大輔
東アジア共和国の軍部出身。元々は軍の科学部の部長だったが、クーデターを起こして軍事大国・帝国ゴドムを起こし、皇帝の座に就いた。少なくとも科学部長の頃から仮面を着けている。自らを「世界最高の頭脳」と評する科学者でもある。世界統一を掲げ、軍事開発に力を入れ近隣諸国を実効支配し、ついには日本を侵略・占領し人民弾圧を行う。自前の電撃鞭で部下を容赦なく処刑する他、念動力といった超能力を使うこともできる。帝国ゴドムの敗北と共に彼の出生の秘密が明らかになり、遺伝子操作実験の末に生まれたことが判明。
名前のタターガタ・キラーとは「如来殺し」の意。本名は不明。
木花開耶姫（このはなのさくやびめ）
声 - 柚木涼香
『古事記』や『日本書紀』に登場する女神。帝国ゴドムによる日本侵略を防ごうと、神獣ヤマタノオロチを遣い、嵐（神風）を起こした。獅子丸翔の救世主としての自覚を促す役をし、霊的な覚醒を与える。
当作品では日本書紀での表記が採用されている。漢字の当て方は「木花咲耶姫」など、他にもある。詳細はコノハナノサクヤビメ参照。
ユチカ
声 - 三木眞一郎
UFOを引き寄せる秘儀により獅子丸翔の前に現れた宇宙人。宇宙連合の監査役も務めている。
ジェネラル
声 - 家中宏
「ヘルメス・ウイングス」の総督（ジェネラル）。氏名は不詳。帝国ゴドムに攻撃・占領された南台の負傷者救援活動にて初めて会った獅子丸翔に対し、あるものを感じとり、後日彼をヘルメス・ウイングスの次期総督に指名する。
浦野（うらの）
声 - 土田大
「ヘルメス・ウイングス」の日本メンバーで、東京オフィスのチーフの男性。獅子丸翔の先輩であったが、組織を裏切り、ジェネラルの暗殺を行い、さらに翔をも…。
日本が占領された際に自殺した。
ジュリア
声 - 雪野五月
「ヘルメス・ウイングス」のメンバーで、翔の同僚。ブラジル人の女性で、医師免許を持つ秀才。
シータの父
声 - 銀河万丈
宇宙人シータの故郷の星、ベガの国王。
学園の先生
声 - 伊藤美紀
映画冒頭に登場する修学旅行の高校生を引率する先生。声の伊藤美紀は、物語後半にてゴドムに立ち向かう日本の代表の演説にも登場する。
保守系政治家
声 - 真山亜子
帝国ゴドムによる暗殺から「ヘルメス・ウイングス」のメンバーが護衛を行う。日本の独立を守るため、発言・行動する気概のある政治家。
ダラニ
声 - 清川元夢
インドの坊さん。
ボーディ
声 - 川島得愛
ダラニの後継者。
トムバックス大統領
声 - 堀内賢雄
202X年のアメリカの大統領。武力による世界侵略を進める帝国ゴドムに対し、国内不安と危機的財政を抱え、窮地に立ち狼狽する。オバマ大統領を示唆するが、風貌は監督の今掛勇を彷彿とさせる。
レプタリアン
声 - 新田英人
爬虫類型の宇宙人。獰猛な性格で地球侵略を企んでいる。地球人類を自分たちの食料の家畜にしようとしている。
最終的に宇宙協定に法り、渋々撤退した。『太陽の法』とは外見が違う。

### 用語・アイテムなど

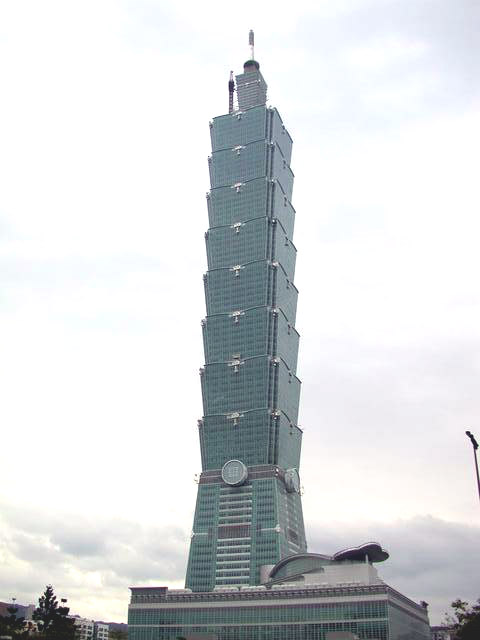
台北市の台北國際金融センター
(Taipei 101) - 帝国ゴドムが最初に軍事攻撃を行う南台の象徴的存在として登場する。

東アジア共和国
前作「ファイナル・ジャッジメント」のオウラン国と同様、中国を示唆する国。
帝国ゴドム
タターガタ・キラーが軍部の兵器増強から軍事革命により、東アジア共和国に興した独裁国家。
最終破壊兵器
チャン・レイカがもたらした科学技術をタターガタ・キラーが応用し、製作させた兵器。6兆℃の高熱ボールを敵国に発射するもの。大陸を一瞬で破壊するほどのエネルギーを持つが、地球の核（コア）にも多大な影響を与え、生物の住めない死の星としてしまう恐れもある。
南台（なんたい）
帝国ゴドムが東アジア共和国時代から自国の領土と主張してきた島国。台湾（中華民国）を示唆する。
ヘルメス・ウィングス
世界200ヶ国にメンバーがいる国際的秘密結社。宗教活動や学校事業・政治活動・「地球医師団」など、多岐にわたる活動をしている。思想の自由・真の民主主義のため帝国ゴドムに抵抗してゆく存在。
ヤマタノオロチ
日本書紀と古事記の双方に登場する存在。
悪龍・キラー・悪魔
悪龍は、タターガタ・キラーに取り憑いている悪魔で、悪龍・キラー・悪魔の三者は波動同通によって心も動きも一致している。
宇宙協定
宇宙人同士の間で結ばれている協定。宇宙人は、まだ他の惑星に進出するだけの技術を持たない発展途上中のほかの星の文明に対して接触してはならないという協定。ただし、核戦争などでその文明が自ら滅びるときはその限りではない、というもの。
作中、レプタリアン達がこの協定の穴を突いて、自ら人類が滅びるように仕向け、その隙を突いて食料としての乱獲をもくろんでいる。

### スタッフ
- 製作総指揮・原作・原案：大川隆法
- 監督：今掛勇
- 総合プロデューサー：本地川瑞祥、松本弘司
- 総合プロデューサー補：三宅亮暢、伊藤徳彦
- 脚本：「神秘の法」シナリオプロジェクト
- 総作画監督：須田正己、しまだひであき、佐藤陵
- 美術監督：川口正明
- 音楽：水澤有一
- VFXクリエイティブディレクター：粟屋友美子
- VFXプロデューサー：西村敬喜、Tom Mcguiness
- CGディレクター：Scarlet Woo
- アニメーション・プロデューサー：守屋昌治、石山タカ明、植田基生
- 助監督：和田裕一
- 色彩設計：野地弘納
- 撮影監督：原田勉之
- 3D撮影監督：呉新
- スペシャルエフェクト：渡辺正志
- エフェクトクリエイティブデザイナー：大坪恵子
- 音響制作：HALF H・P STUDIO
- アニメーション制作：「神秘の法」スタジオ（SH スタジオ、現：HS PICTURES STUDIO）
- 製作：幸福の科学出版
- 配給：日活

### 主題歌・挿入歌
- " It's a Miracle World "
映画『神秘の法』テーマ曲、エンディング曲
作詞・作曲：大川隆法（霊示：リエント・アール・クラウド）
編曲 ： 水澤有一
歌 ： CORUSPICE
- 「木花開耶姫のテーマ」
映画『神秘の法』イメージ曲
作詞・作曲：大川隆法（神示：木花開耶姫）
編曲 ： 水澤有一
歌 ： 日比野 景

上記2曲は、CD『RYUHO OKAWA ALL TIME BEST II』に収録されている。
発売日：2016年7月3日、2021年3月23日改訂版発売
EAN 4582316051908、JAN 4582316051908、ASIN B08ZDJNCY5
音楽配信：ASIN B09372YX8D

## 音楽ソフト
- CD『 It's a Miracle World! ／ 木花開邪姫のテーマ 』

映画『神秘の法』テーマ曲・イメージ曲集
収録曲：
1. It's a Miracle World! （歌：CHORUSPICE）
2. 木花開耶姫のテーマ （歌：日比野景）
3. It's a Miracle World! （カラオケ）
4. 木花開耶姫のテーマ （カラオケ）
作詞・作曲：大川隆法
編曲：水澤有一
レーベル：幸福の科学出版
発売日：2012年9月14日
型番： C 321
EAN 4582316050352、JAN 4582316050352、ASIN B0097FIHE0
書店販売用：型番： C 320 、ISBN 978-4-86395-226-3、ASIN 4863952260
- CD『映画「神秘の法 The MYSTICAL LAWS」オリジナル・サウンドトラック』

編曲・演奏：水澤有一、01.- 19. 作曲：水澤有一、20. 21. 作詞・作曲：大川隆法
収録曲：全21曲、Total Time 58分6秒
01. 「神秘の法」プロローグ〜メインタイトル ………… 1:23
02. 帝国ゴドム～最終兵器 ………………………………… 2:33
03. 憂いのチャン・レイカ ………………………………… 1:30
04. 特殊部隊侵入 …………………………………………… 1:56
05. 再誕の仏陀 ……………………………………………… 2:59
06. 坂道を上る翔 …………………………………………… 1:16
07. 未来のヴィジョン ……………………………………… 1:02
08. ヤマタノオロチ ………………………………………… 1:08
09. ゴドムの占領 …………………………………………… 3:28
10. 翔の目に映る地球〜リエント・アール・クライド … 2:39
11. 翔トレイカ ……………………………………………… 2:45
12. 最終兵器破壊作戦 ……………………………………… 3:35
13. 処刑 ……………………………………………………… 1:23
14. シータの祈り〜復活 …………………………………… 5:27
15. 悪魔軍との闘い ………………………………………… 2:24
16. 神獣 vs 悪龍 …………………………………………… 2:22
17. シータの祈り〜「大宇宙に光あり」 ………………… 3:12
18. 「地球人」の目覚め …………………………………… 4:15
19. エピローグ〜愛の星・地球 …………………………… 2:31
20. It's a Miracle World! （歌：CHORUSPICE） ……… 5:33
21. 木花開耶姫のテーマ （歌：日比野景）……………… 3:33
レーベル：幸福の科学出版
発売日：2012年10月31日
型番： C 326
EAN 4582316050376、JAN 4582316050376、ASIN B009SDVNYC

## 映像ソフト
- 特典映像付 愛蔵版 Blu-ray『神秘の法 The MYSTICAL LAWS』

2枚組(本編+特典)
収録内容：映画本編 約119分、片面2層　MPEG-2　カラー、ビスタ・サイズ
特典映像：45分
音声：日本語、英語、広東語、韓国語、ボルトガル語、ヒンディー語、ネパール語、日本語音声ガイド
字幕：Non、英語、中国語[繁体字]、中国語[簡体字]、韓国語、スペイン語、シンハラ語、モンゴル語、日本語聴覚障害者用
発刊元：幸福の科学出版
型番： K 1138
発売日：2013年7月19日
EAN：なし
- 通常版 DVD『神秘の法 The MYSTICAL LAWS』

収録内容：映画本編 約119分、片面2層　MPEG-2　カラー、ビスタ・サイズ
附属映像：テーマ曲“It's a Miracle World!”[5分40秒]
イメージ曲<木花開耶姫のテーマ> [3分40秒]
劇場予告編 [1分40秒]
TVスポット [15秒]
音声：日本語、英語(5.1ch)、広東語、韓国語、ボルトガル語、ヒンディー語、ネパール語、日本語音声ガイド
字幕：Non、英語、中国語[繁体字]、中国語[簡体字]、韓国語、スペイン語、シンハラ語、モンゴル語、日本語聴覚障害者用
発刊元：幸福の科学出版
型番： K 1139
発売日：2013年7月19日
EAN 4582316050420、JAN 4582316050420、ASIN B00D6X0I64
ISBN 978-4-86395-344-4、ASIN 4863953445
- Blu-ray『神秘の法 The MYSTICAL LAWS』

収録内容：上記 DVDと同じ
音声：日本語、英語(5.1ch)、韓国語、ヒンディー語(ドルビーデジタル5.1ch)、広東語、ボルトガル語、ネパール語、ルガンダ語、日本語音声ガイド(ドルビーデジタルステレオ)
字幕：Non、英語、中国語[繁体字]、中国語[簡体字]、韓国語、スペイン語、シンハラ語、モンゴル語、日本語聴覚障害者用
発刊元：幸福の科学出版
型番： K 1140
発売日：2013年7月19日
EAN 4582316050437、JAN 4582316050437、ASIN B00D6X0I46
ISBN 978-4-86395-345-1、ASIN 4863953453
- レンタル用 DVD『神秘の法 The MYSTICAL LAWS』

収録内容：上記 DVDと同じ
音声：日本語、英語
字幕：Non、英語、中国語
発刊元：幸福の科学出版
型番： K 1141
発売日：2013年7月1日
EAN 4582316050444、JAN 4582316050444、ASIN B072MDR2FB
- そのほか、動画配信サイトなどで映像配信あり。

ASIN B01CZ33SEE - Amazon Prime Video
楽天TV、Google Play、iTunes Store、ビデックスJP、など。